# Мага Магазиновић
Марија Мага Магазиновић (1882—1968) била је српска филозофкиња, кореографкиња, активисткиња и новинарка.
Говорећи о далекосежном значају рада Маге Магазиновић, прве модерне српске плесачице и теоретичарке плеса, Јелена Шантић, приређивачица њене аутобиографије, констатује да је она изградила себе као особу са снажним интегритетом и великим интелектуалним, педагошким и креативним потенцијалом, да је припадала интелектуалним и уметничким круговима Београда који су донели нов европски дух и да је прва донела модернистички приступ уметности чиме је допринела и модернизацији српског патријархалног друштва уопште.
У монографији о два века српског новинарства (1791—1991), међу сто најзначајнијих новинара уврштене су само три жене - Мага Магазиновић, Деса Глишић и Милица Јаковљевић - Мир Јам.

## Биографија
Мага Магазиновић је рођена у Ужицу, а од 1896. године је са породицом живела у Београду где јој је отац радио у кројачници Народног позоришта. Имала је изузетно узбудљив и професионални и приватни животни пут, а како није потицала из материјално обезбеђене породице често се сусретала са економским потешкоћама, које је најчешће решавала сопственим трудом и залагањем. Изузетно упорна у процесима образовања, као и на професионалном плану уопште, пионирски је крчила пут на различитим пољима: од освајања права на редовно универзитетско образовање девојака, преко добијања послова у којима је била прва жена на тим радним местима, до иновативних модерних плесних техника које је „увезла“ из Европе, доприносећи модернизацији српског друштва и којима је подучавала генерације плесачица.
Приватни живот јој је био изузетно турбулентан, а посебно током Балканских ратова и Првог светског рата. У том периоду Мага Магазиновић се удаје за Герхарда Геземана, умире јој мајка, гину јој браћа, сели се у Крагујевац, ангажована је као болничарка. Такође, у истом периоду Газеман се повлачи са српском војском преко Албаније, Мага Магазиновић добија посао редовне професорке у Првој женској реалној гимназији, а 1915. године рађа сина Харалад-Рајка (који 1916. умире), па потом путује у Швајцарску где у Луцерну 1917. године рађа ћерку Рајну и где се незванично растаје од Геземана. Са ћерком се 1918. године вратила у Београд где живи и ради до смрти 1968. године. Њен супруг Герхард Геземан био је чувени слависта, универзитетски професор и издавач Ерлангенског рукописа, једне од најзначајнијих збирки народног стваралаштва Срба и Хрвата, настале на подручју некадашње Војне границе. Упознала га је 1909. године у Берлину, а 1914. су се венчали, да би се 1917. године раздвојили због Геземановог неверства, а 1923. и званично развели. Након овог развода није се поново удавала. После веома тешког ратног периода Мага Магазиновић ће много више бити посвећена професионалном плану свог живота, него приватном. Од ћерке Рајне (1917-2006) имала је три унука: хирург проф. др Милош Поповић (1941-2012), Зоран Поповић (1943) и сарадник Народне опсерваторије Бранислав Геземан (1951-2014).
Школовала се у Ужицу и Београду, где је након Више девојачке школе студирала филозофију као ванредна од 1898. до 1902, а од 1902. до дипломирања 1904. године као редовна студенткиња. Током студија се залагала за право девојака на редовно студирање. Почетак 20. века за Магу Магазиновић представља период обележен социјалистичком борбом и залагањима за права жена. Била је активна у настојањима да се изборе што већа права жена, међу којима се највише говорило о изједначавању мушкараца и жена у погледу права на школовање, права на запослење изван куће и на једнаке плате. Основала је 1903. године Клуб студенткиња чије су чланице активно преводиле текстове социјалисткиња и филозофкиња Елен Кеј, Лили Браун, Кларе Цеткин и других. Тада се у Београду формира веома занимљива културна и интелектуална клима: долази немачка феминисткиња Кете Ширмахер, данска књижевница поборница женских права Карин Мухаелис, као и енглеске суфражеткиње. У настојањима да се избори за право жена на универзитетско образовање Мага Магазиновић је поред Филозофског, уписала и Правни факултет, као прва студенткиња овог факултета. Након дипломирања на Филозофском факултету код професора Бране Петронијевића, напустила је студије права сматрајући да је отворила врата Правног факултета женама и тиме испунила своју мисију. Поред активизма обележеног феминистичким и социјалистичким тенденцијама, Мага Магазиновић се током студија и непосредно након њих активно бавила преводилачким радом. Преводила је Максима Горког, Хенрика Сјенкјевича и друге писце углавном за потребе Народног позоришта.
Суочена са недостатком новца настојала је увек да има запослење, што уопште није било једноставан подухват за жену почетком 20. века. Радила је као практиканткиња у Народној библиотеци, као наставница на Вишој девојачкој школи, писала је за Политику (1905—1906), где је посебно била ангажована у рубрици Женски свет и као уредница Фељтона. Мага Магазиновић је била прва запослена жена, како у Народној библиотеци, тако и у редакцији Политике. Њен први напис у листу био је полемичан, а објављен као уводник, потписан пуним именом и презименом, и буром је потресао патријархални Београд.  Тадашњем друштвеном идеалу жене-заселнице, којој се животна снага исцрпљује у бризи око тоалете, док им стране гувернанте васпитавају децу, супротставила је идеал образоване матере ”неопходан за правилно васпитавање подмлатка у једној нацији” (Политика, 20. 8. 1905). Рубрику Женски свет је, по сопственом сведочењу, снабдевала актуелностима из женског покрета показујући читаоцима и читатељкама Политике новости на том пољу, које су долазиле превасходно из Енглеске и Немачке.
Пишући аутобиографију Мој живот осврнула се и на богате трпезе добростојећих варошана у Ужицу крајем 19. века.
Мага Магазиновић је једна је од свега три жене (поред Милице Јаковљевић - Мир-Јам и Десе Глишић) које су се нашле међу сто најзначајнијих српских новинара у монографији Два века српског новинарства (1791-1991).
Међутим, преломна година за професионални развој Маге Магазиновић била је 1909. када је отпутовала у Минхен са намером да докторира. Ипак, већ раније изузетно заинтересована за плес, посебно након гостовања чувене канадске плесачице Алан Мод у Београду, своја интересовања усмерава ка театру и плесу. У Минхену, а касније и у Берлину, похађа различите курсеве глуме и плеса, попут школе Макса Рајнхарта, великог реформатора позоришта 20. века, и балетске школе Исидоре Данкан. Похађајући и глумачко-позоришне и плесне школе, схвата да њен израз није класично позориште, већ модеран, слободан плес, који се базира на техникама које подразумевају игру као процес самоисказивања и као приказивање несвесног дела личности.
По повратку у Србију, 1913. године, у Балканском рату, Мага постаје добровољна болничарка. Записивала је пакао ратне болнице, кроз који је пролазила. Касније, своје записе објавила је у аутобиографији „Мој живот“.
Касније, вративши се у Београд, са Зором Прицом основа школу за ритмичку гимнастику, која ће постојати наредних 35 година и извести на пут велики број плесачица.
Након првог боравка у Минхену уследиће током друге и треће деценије 20. века низ путовања на којима је Мага Магазиновић упознавала најзначајније људе свог времена који су се бавили плесом и стицала најсавременија знања из ове области. Сва знања је, у најбољем педагошком маниру, преносила у Београд: текстовима које је објављивала у тадашњој периодици, јавним предавањима које је држала и школама које је основала и водила. Постепено је стицала све већу подршку у домаћој и иностраној јавности. Паралелно са стицањем теоријских знања, поставља низ кореографија и концерата. Између осталог, поставила је и балете инспирисане хероинама народне поезије и прва стилизовала српско фолклорно наслеђе обогативши га елементима савременог таласа: Јелисавка, мајка Обилића, Молитва Косовке девојке и Смрт мајке Југовића. У периоду до пензионисања 1941. године Мага Магазиновић се интензивно бавила плесом, кореографским послом, гостовањима по европским фестивалима и позориштима. Након Другог светског рата радила је у друштву „Абрашевић“, водећи фолклорну секцију и предавала је у балетској школи фолклор, ритмику и историју игре.
Ипак, контроверзан период њеног живота представља време Другог светског рата када објављује неколико текстова у периодици, којима заступа ксенофобичне ставове и промовише концепт аријевске расе остављајући могућност да се њена активност тих година тумачи у контексту колаборационистичке пропаганде. Посебно је необично овакво писање, с обзиром на изузетно антимилитаристичке и социјалистичке ставове које је заступала како у младости, тако и у својој аутобиографској књизи, писаној неколико деценија након Другог светског рата. Овај недовољно осветљен и уопште ретко помињан период живота Маге Магазиновић представља поље које нужно подлеже даљим истраживањима и констатацији мотива датог тренутног и необичног идеолошког заокрета.
У биоскопу Балкан отворена је 7. марта 2023. изложба „Слободан лет: Мага Магазиновић, кроз временску и просторну дисперзију”.